# Потсдамская конференция
Потсда́мская конференция (также Берлинская конференция) — третья и последняя официальная встреча лидеров «большой тройки» — трёх крупнейших держав антигитлеровской коалиции во Второй мировой войне. В конференции участвовали председатель Совета народных комиссаров СССР и председатель Государственного комитета обороны СССР И. В. Сталин, президент США Г. Трумэн, премьер-министры Великобритании У. Черчилль (до 25 июля) и К. Эттли (с 28 июля). Потсдамская конференция состоялась после победы над гитлеровской Германией и в преддверии вступления СССР в войну с Японией для выработки послевоенной программы мира и безопасности в Европе и мире в целом. Конференция проходила с 17 июля по 2 августа 1945 года в непосредственной близости от Берлина, разрушенной столицы поверженной Германии, в городе Потсдаме во дворце Цецилиенхоф.
В повестку Потсдамской конференции в первую очередь вошли вопросы, относившиеся к побеждённой Германии: переустройство политической жизни немцев на миролюбивой и демократической основе, военно-экономическое разоружение страны и хотя бы частичное возмещение материального ущерба, нанесённого другим странам, а также наказание нацистских преступников, деятельность которых обернулась неисчислимыми бедствиями и страданиями человечества. На конференции в Потсдаме также обсуждались вопросы мирного урегулирования отношений со странами, воевавшими на стороне Германии, — Италией, Болгарией, Венгрией, Румынией и Финляндией. Участники конференции также обменялись мнениями по вопросу восстановления государственной самостоятельности Австрии, а также помощи в возрождении и развитии союзных стран Польши и Югославии.

## Подготовительный этап

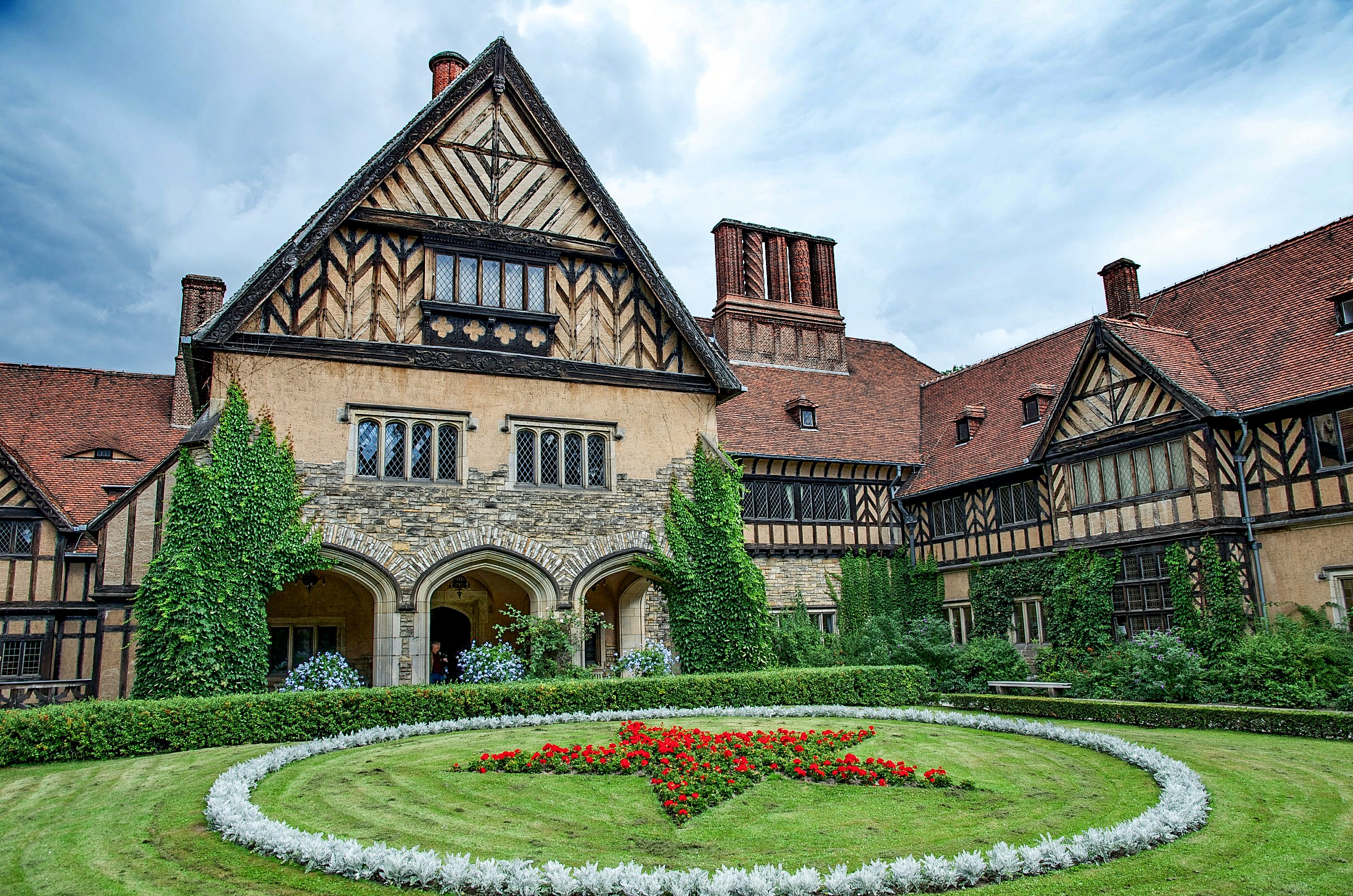
Дворец Цецилиенхоф в Новом саду — место проведения Потсдамской конференции

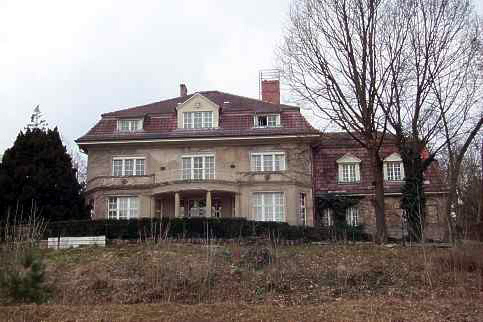
Вилла Сталина в Нойбабельсберге

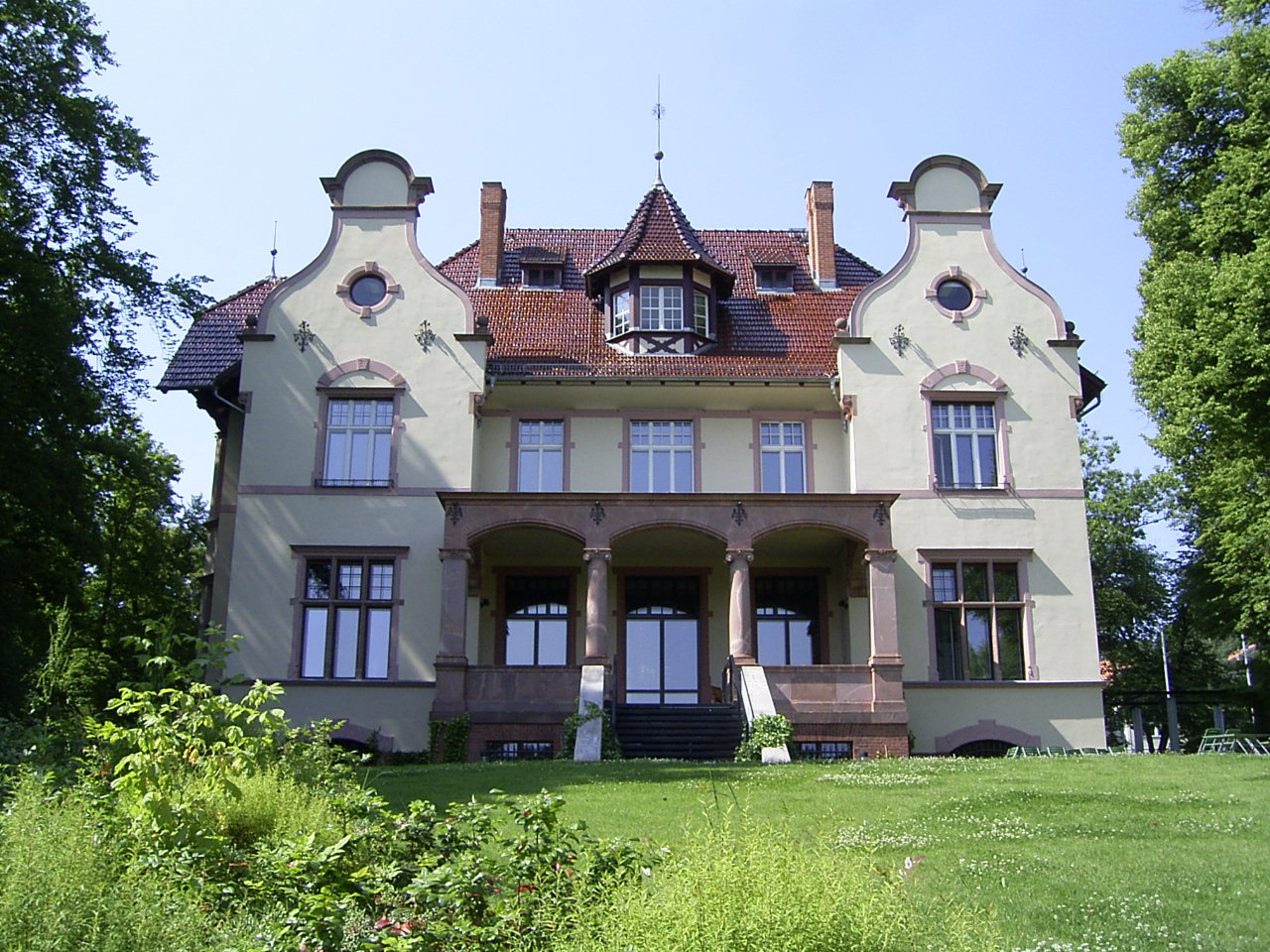
Вилла Трумэна в Нойбабельсберге

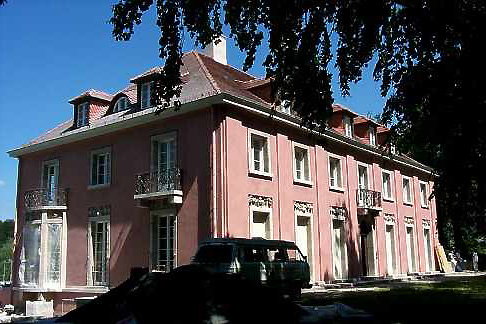
Вилла Черчилля в Нойбабельсберге на Грибницзе

Первые две встречи «большой тройки» состоялись в конце 1943 года в Тегеране и в начале 1945 года в Ялте. Вопрос о необходимости новой встречи глав правительств СССР, США и Великобритании, которая получила условное название «Терминал», начал обсуждаться вскоре после капитуляции гитлеровской Германии. У. Черчилль в своём письме от 11 мая 1945 года Г. Трумэну предлагал провести встречу «большой тройки» в каком-нибудь неразрушенном городе Германии, но за пределами русской военной зоны, чтобы обеспечить себе психологическое преимущество. Но ни американцы, ни британцы не захотели принять на себя функции принимающей стороны, и в конечном итоге по предложению И. В. Сталина встречу было решено устроить в окрестностях Берлина, по его мнению, это было удобно и политически правильно.
Основная работа по подготовке саммита в Потсдаме, обозначенная как операция «Пальма», была возложена на сотрудников государственной безопасности — замнаркома внутренних дел СССР С. Н. Круглова и начальника личной охраны Сталина Н. С. Власика. План действий по подготовке Потсдамской конференции был утверждён приказом наркома внутренних дел СССР Л. П. Берии 6 июня 1945 года. Для проведения конференции глав правительств трёх держав был выбран полностью сохранившийся дворец Цецилиенхоф, бывшая резиденция кронпринца Вильгельма. В Цецилиенхофе было капитально отремонтировано 36 помещений и конференц-зал с тремя отдельными входами. Круглый переговорный стол производства московской фабрики «Люкс» для заседаний в большом зале дворца был специально доставлен из СССР. Под служебную комнату для американской делегации был выделен салон кронпринца, в кабинете кронпринца находилась служебная комната советской делегации. Стены помещений для советской делегации были оформлены в белых тонах, американцев — в голубых, англичан — в розовых. К конференции на высшем уровне в Новом саду, где расположен Цецилиенхоф, разбили множество клумб, посадили сотни декоративных деревьев. Поблизости от дворца Цецилиенхоф в Нойбабельсберге также остались невредимыми многочисленные виллы, где можно было разместить все делегации. На прилегающей территории было обезврежено большое количество неразорвавшихся боеприпасов: сотни авиабомб, тысячи снарядов, фаустпатронов, противотанковых и противопехотных мин. И. В. Сталин проживал в Нойбабельсберге на вилле мехоторговца Пауля Герпиха, построенной по проекту шведского архитектора Альфреда Гренандера. Тем не менее, по воспоминаниям Г. К. Жукова, И. В. Сталину по прибытии на отведённую виллу было сообщено, что она принадлежала ранее генералу Людендорфу. Руководство американской делегации разместили в Потсдаме в особняке издателя Карла Мюллер-Гроте, ныне известном как вилла Трумэна и штаб-квартира Фонда Фридриха Наумана. У. Черчилль разместился на вилле берлинского банкира Франца Урбига с видом на озеро Грибницзе, построенной по проекту архитектора Людвига Миса ван дер Роэ на современной Вирховштрассе.
У. Черчилль беспокоился по поводу сроков проведения встречи. Ему хотелось лично принять в ней участие, но он не был уверен в победе партии консерваторов на предстоявших парламентских выборах в Великобритании 5 июля 1945 года, поэтому предлагал И. В. Сталину и Г. Трумэну собраться в середине июня. В телеграмме от 12 мая 1945 года он призывал президента США Г. Трумэна провести встречу, пока войска США занимают часть советской зоны оккупации Германии и англо-американские силы в Европе не будут ослаблены переброской контингентов на Дальний Восток. В свою очередь Г. Трумэн оттягивал встречу до того, как в США будет испытана атомная бомба, чтобы применить «атомную дипломатию» в переговорах с советской стороной. Окончательная дата созыва Потсдамской конференции — 15 июля была согласована на переговорах с Г. Гопкинсом в Москве в конце мая 1945 года, и У. Черчилль был вынужден согласиться. На случай поражения на выборах он в целях преемственности даже прибыл на Потсдамскую конференцию вместе с лидером Лейбористской партии К. Эттли, который 28 июля сменил проигравшего выборы У. Черчилля во главе британской делегации.
Делегации США и Великобритании прибыли в Германию 15 июля на аэродром Гатов. Британская делегация прибыла в Германию самолётом, а делегация США добиралась до побережья Франции на крейсере «Куинси», оттуда вылетела в Берлин на самолёте президента США «Священная корова». Накануне конференции У. Черчилль и Г. Трумэн по отдельности побывали в Берлине и осмотрели разрушенный город. И. В. Сталин, В. М. Молотов и сопровождающие их лица прибыли в Берлин спецпоездом в полдень 16 июля, их встречал на вокзале главнокомандующий группой советских оккупационных войск в Германии маршал Г. К. Жуков в сопровождении А. Я. Вышинского и нескольких военачальников. Как известно из записи беседы лидеров СССР и США 17 июля 1945 года, И. В. Сталин объяснил задержку с прибытием на конференцию переговорами с китайцами. Спецпоезд, на котором советская делегация проделала путь в 1923 километра из Москвы в Берлин, состоял из нескольких бронированных салон-вагонов, вагона для охраны, штабного вагона, вагона-гаража с двумя сталинскими бронированными «Паккардами», вагона-ресторана и продуктового вагона, а также двух платформ с зенитными установками. В охране спецсостава находилось 80 офицеров. По пути его следования безопасность обеспечивали 17 тыс. солдат и офицеров войск НКВД, а также 1515 человек оперативного состава: на каждом километре железнодорожного пути в охране стояло от 6 до 15 человек. По линии следования курсировали 8 бронепоездов войск НКВД.

## Отношения между лидерами

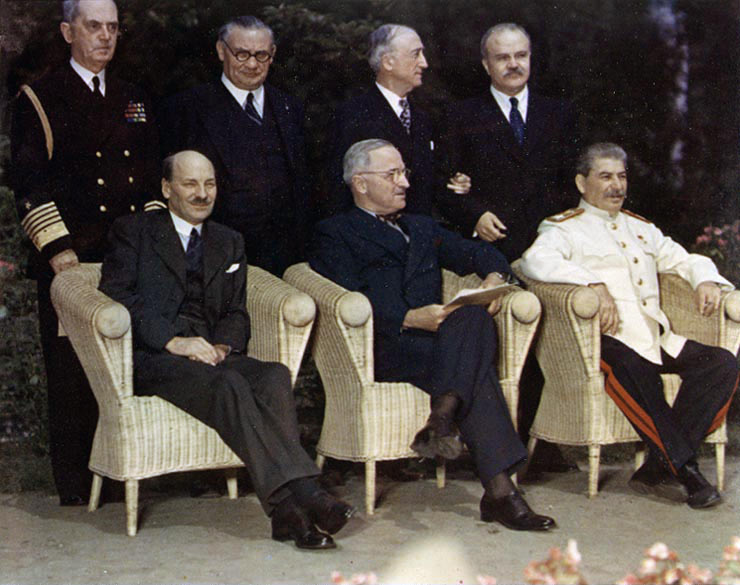
Сидят (слева направо): Эттли, Трумэн, Сталин, сзади — адмирал флота Уильям Леги, министр иностранных дел Эрнест Бевин, госсекретарь Джеймс Бирнс и министр иностранных дел СССР Молотов.

За пять месяцев после Ялтинской конференции произошел ряд изменений, которые сильно повлияли на отношения между лидерами стран-победителей.  Прибалтика, Польша, Чехословакия, Венгрия, Болгария и Румыния были заняты Красной Армией. С окончанием войны приоритет единства союзников сменился проблемой взаимоотношений между двумя сверхдержавами: США и СССР. Обе державы продолжали демонстрировать сердечные отношения, но между ними появились подозрения и недоверие.
12 апреля 1945 года умер Рузвельт и на пост президента вступил вице-президент США Гарри Трумэн. Трумэн с бо́льшим подозрением, чем Рузвельт, относился к СССР и к намерениям Сталина.  Трумэн и его советники рассматривали действия СССР в Восточной Европе как агрессивный экспансионизм, несовместимый с соглашениями, заключёнными в Ялте. Потсдамская конференция была единственным случаем, когда Трумэн лично встречался со Сталиным.
Уинстона Черчилля, который большую часть войны проработал британским премьер-министром, на конференции сменил Клемент Эттли, пришедший к власти в результате парламентских выборов 5 июля. Политика Черчилля в отношении СССР с начала 1940-х годов была значительно более жёсткой, чем политика Рузвельта.

## Ход переговоров

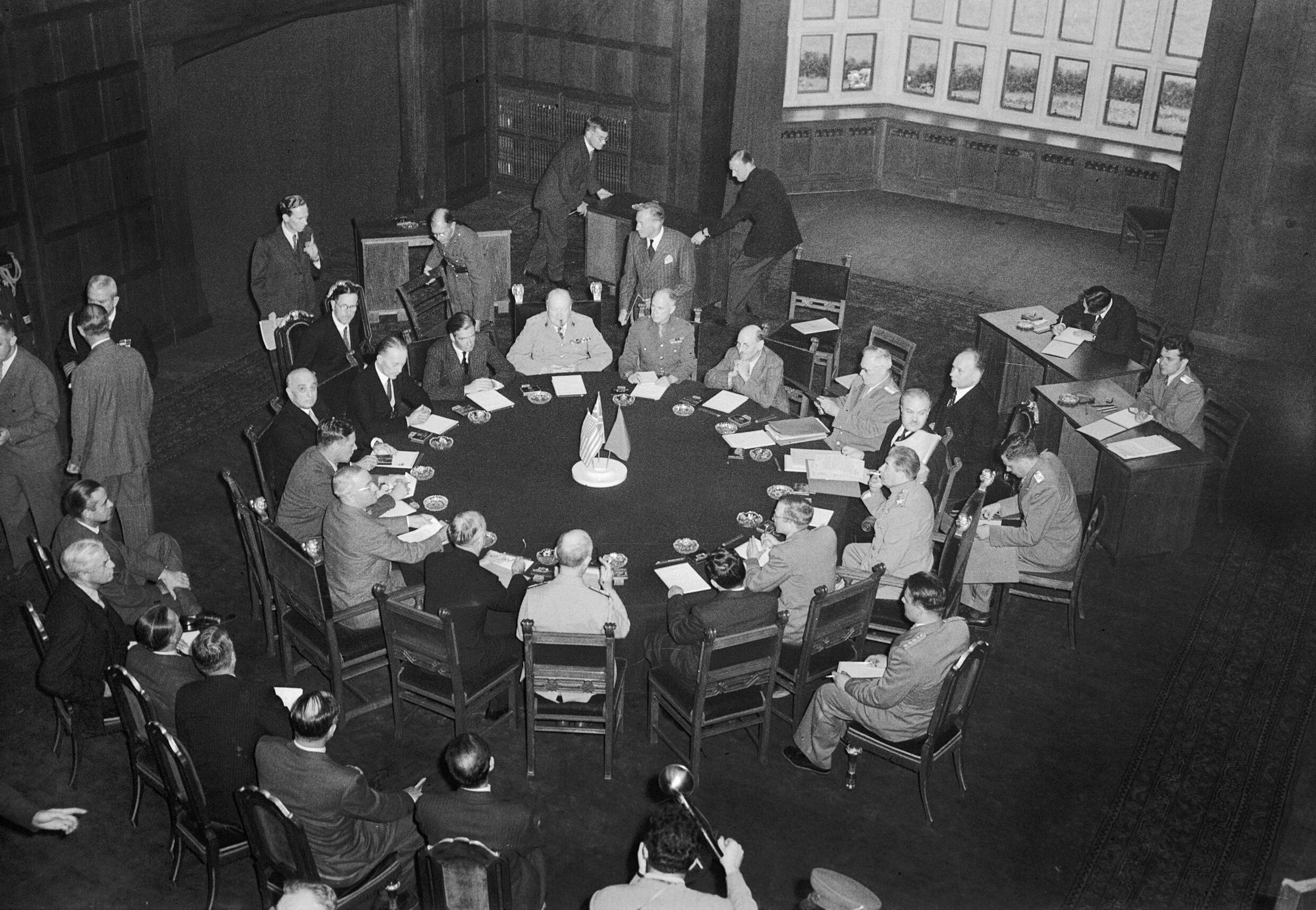
Делегации трёх держав-победительниц на Потсдамской конференции за круглым столом конференц-зала в Цецилиенхофе. 17 июля 1945

Потсдамская конференция открылась во дворце Цецилиенхоф в 17 часов 17 июля 1945 года. По словам У. Черчилля, для освещения встречи на высшем уровне в Берлин прибыло около 180 корреспондентов. Первые минуты встречи в Потсдаме были полностью отданы фотографам, запечатлевшим торжественный момент. Согласно заранее разработанному протоколу делегации одновременно вошли в зал переговоров с трёх сторон и заняли места за круглым столом, украшенным флагами трёх держав. В состав делегаций на Потсдамской конференции помимо глав правительств трёх стран входили министры иностранных дел: СССР — В. М. Молотов, США — Дж. Ф. Бирнс, Великобритании — до 25 июля Э. Иден, затем с 28 июля Э. Бевин и их заместители. В Потсдамской конференции также принимали участие послы СССР в США (А. А. Громыко) и в Великобритании (Ф. Т. Гусев), посол США в СССР (У. А. Гарриман), посол Великобритании в СССР (А. К. Керр), представители дипломатических учреждений, а также руководители военных ведомств, сопровождавшие глав правительств трёх стран, начальники штабов и их помощники.
Переговоры происходили в условиях противостояния с одной стороны СССР, с другой стороны Англии и США.
По предложению И. В. Сталина Трумэн был назначен председателем заседаний конференции. В своей речи на открытии конференции он сразу сконцентрировался на вопросах, интересовавших США, и лишь потом произнёс соответствующие протокольные фразы.
Первое сообщение об испытаниях атомной бомбы было передано президенту США в условной форме 16 июля 1945 года. Детальную информацию Г. Трумэн получил из подробной телеграммы 18 июля и затем из доставленного курьером 21 июля письменного доклада генерала Л. Гровса. Под строжайшим секретом об успешном испытании бомбы сообщили У. Черчиллю, который пришёл в неописуемый восторг от того, что у США и Великобритании «есть в руках средство, которое восстановит соотношение сил с Россией», и подстрекал американскую делегацию использовать информацию об испытании атомной бомбы в качестве аргумента на переговорах и занять как можно более жёсткую позицию. Г. Трумэн проинформировал И. В. Сталина об испытании нового оружия после пленарного заседания 24 июля, даже не произнеся слов «атомное оружие» или «ядерное оружие», и остался разочарован спокойной реакцией советского лидера, который не задал ни единого вопроса. По воспоминаниям Г. К. Жукова, обсуждая эту информацию от Г. Трумэна, И. В. Сталин и В. М. Молотов со смехом сошлись на том, что американцы «цену себе набивают».
В рамках Потсдамской конференции было проведено всего тринадцать пленарных заседаний с перерывом на два дня ввиду парламентских выборов в Великобритании: девять встреч с участием У. Черчилля и ещё четыре встречи — с участием К. Эттли. По замечанию госсекретаря США Дж. Бирнса, замена У. Черчилля и Э. Идена К. Эттли и Э. Бевином не произвела ни малейших изменений в британской позиции по спорным вопросам по сравнению с началом Потсдамской конференции.

## Решения Потсдамской конференции

### Создание Совета министров иностранных дел

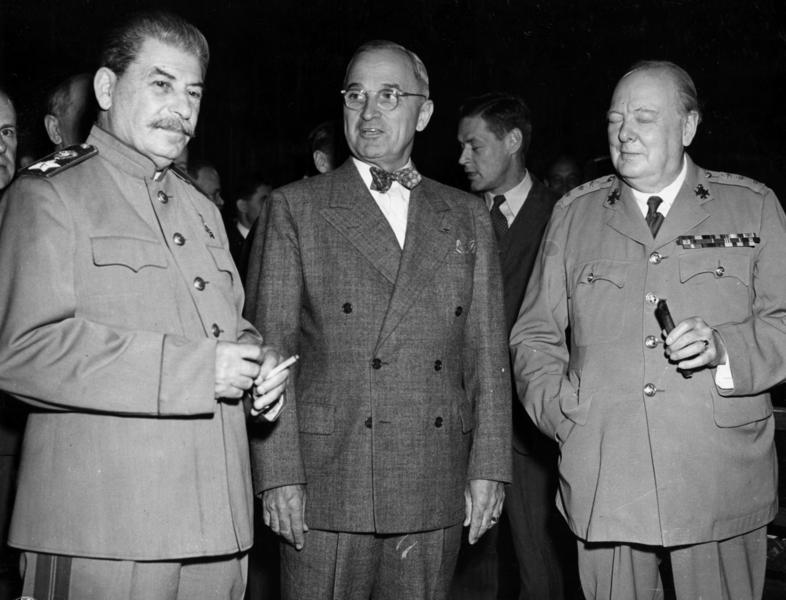
Сталин, Трумэн и Черчилль. Июль 1945

На повестке дня Потсдамской конференции в первую очередь стояли вопросы мирного послевоенного устройства Европы, в частности, о порядке подготовки мирных договоров с бывшими вражескими государствами. Для решения этих вопросов Потсдамская конференция с учётом некоторых поправок делегации СССР утвердила проект американской делегации об учреждении Совета министров иностранных дел (СМИД). В состав этого органа вошли главы внешнеполитических ведомств СССР, Великобритании, США, Франции и Китая — постоянных членов Совета Безопасности ООН. Первоочередной задачей, поставленной перед СМИД, стало составление мирных договоров для Италии, Румынии, Болгарии, Венгрии и Финляндии. Кроме того, на Совет была возложена подготовка документов по мирному урегулированию для Германии, которые примет правительство Германии после своего образования.

### Решения по германской проблеме

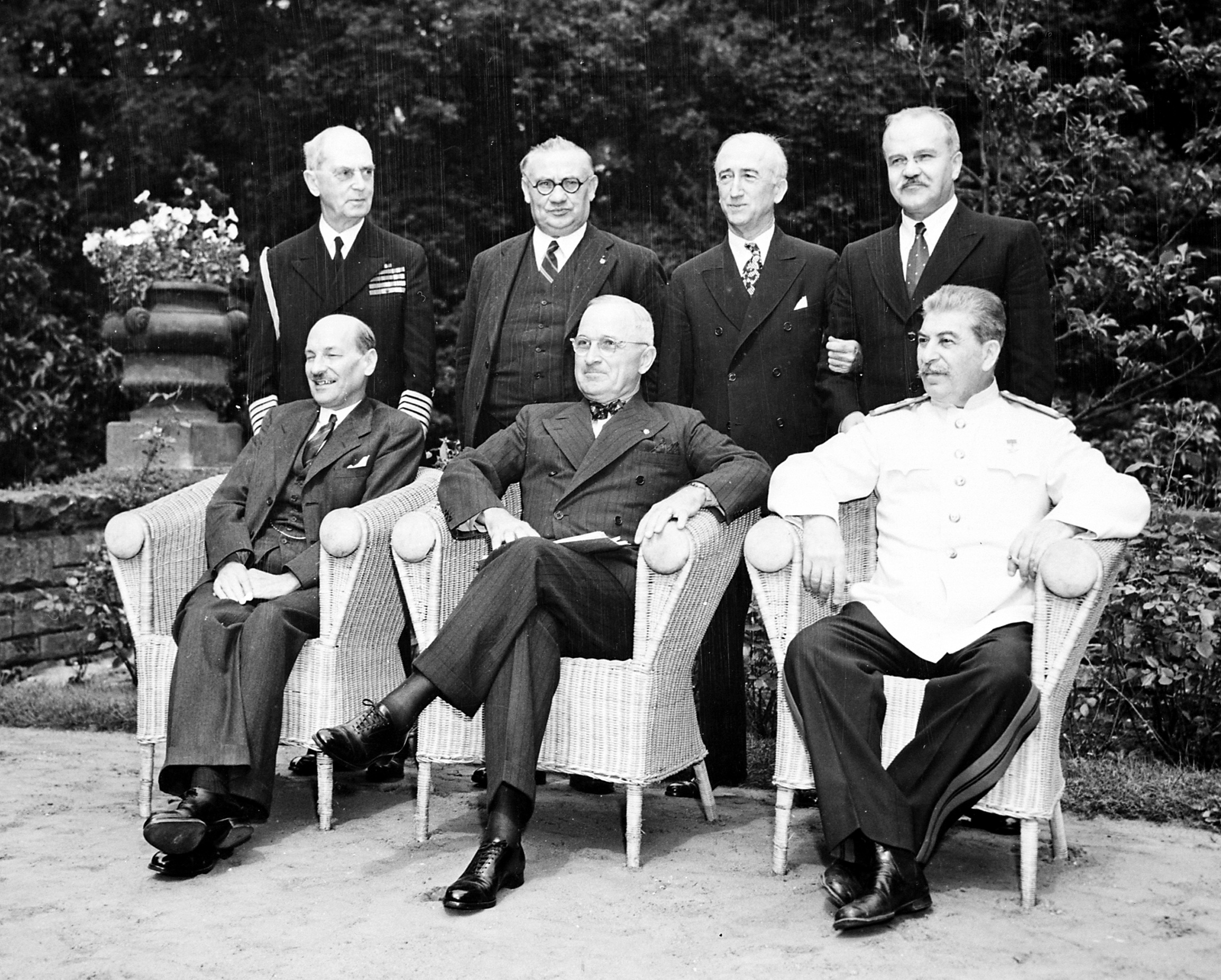
Эттли, Трумэн и Сталин. Июль 1945

Демилитаризация, демократизация и денацификация Германии
Германский вопрос занимал ключевое место в повестке Потсдамской конференции. На основе положений Ялтинской конференции и соглашений Европейской консультативной комиссии американская делегация представила проект документа о руководящих политических и экономических принципах в обращении с Германией. Во время Потсдамской конференции Европейская консультативная комиссия подготовила Соглашение о некоторых дополнительных требованиях к Германии. Основными принципами в отношении Германии предусматривалась провести важнейшие мероприятия по демилитаризации, демократизации и денацификации Германии. В Германии следовало произвести полное разоружение и ликвидацию всей промышленности, которая могла бы использоваться для военного производства, подготовить окончательную реконструкцию политической жизни в Германии на демократической основе и мирному сотрудничеству страны в международной жизни. После уничтожения военного потенциала и ликвидации монополистических объединений Германия должна была сфокусироваться на развитии сельского хозяйства и мирной промышленности для внутреннего потребления. С целью предотвращения всякой нацистской и милитаристской деятельности и пропаганды НСДАП, её филиалы и подконтрольные организации подлежали уничтожению, подконтрольные организации — роспуску, чтобы они не возродились ни в какой форме. В Сообщении трёх держав о конференции говорилось, что союзники в согласии друг с другом предпримут меры, чтобы Германия никогда больше не угрожала своим соседям или сохранению мира во всём мире.
Контрольный механизм в Германии

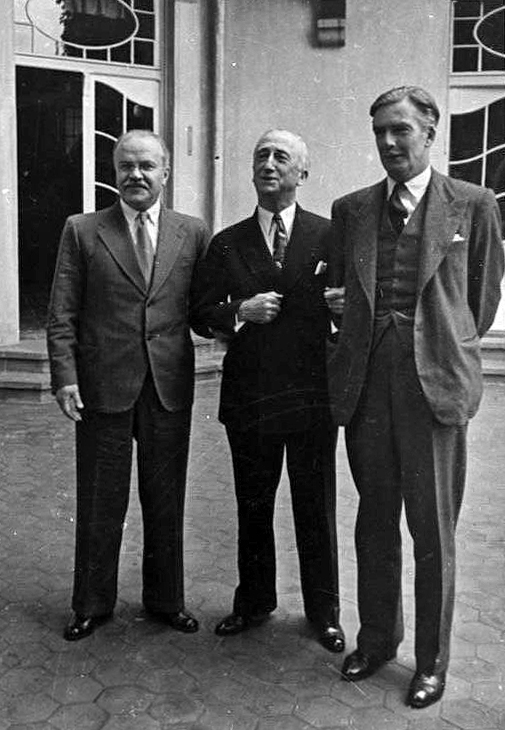
Министры иностранных дел В. М. Молотов, Дж. Ф. Бирнс и Э. Иден. Июль 1945

В соответствии с Соглашением о контрольном механизме в Германии Потсдамская конференция подтвердила, что верховную власть в Германии будут осуществлять главнокомандующие вооружённых сил СССР, США, Великобритании и Франции, каждый в своей зоне оккупации, по инструкциям своих соответствующих правительств, а также совместно по вопросам, затрагивающим Германию в целом, действующими в качестве членов Контрольного совета. Советская делегация предложила проект об организации центральной германской администрации, которая под руководством Контрольного совета осуществляла бы координацию деятельности по управлению провинциями. По результатам дискуссии советский проект создания центрального германского правительства был отклонён, но было признано целесообразным учреждение некоторых основных административных департаментов в областях финансов, транспорта, коммуникаций, внешней торговли и промышленности, возглавляемых государственными секретарями и действующих под руководством Контрольного совета. Потсдамская конференция рассматривала Германию как единое экономическое целое и планировала разработать под союзным контролем общую политику относительно производства и распределения продукции горной и обрабатывающей промышленности, сельского хозяйства, лесоводства и рыболовства, транспорта и коммуникаций, программу импорта и экспорта, репараций и устранения военно-промышленного потенциала для Германии в целом.
На заседании 30 июля 1945 года советская делегация внесла предложение по вопросу управления Рурской областью, извечной военно-промышленной базой германского милитаризма. СССР предлагал передать Рурскую промышленную область под совместный административный контроль СССР, США, Великобритании и Франции с тем, чтобы управление регионом осуществлял Союзный совет из представителей четырёх названных держав. Великобритания и США не согласились с этим предложением СССР, вопрос был передан на рассмотрение СМИД. В дальнейшем западные державы отказались установить четырёхсторонний контроль за Руром.
Репарации
В рамках Ялтинской конференции было достигнуто соглашение о том, что Германия обязана возместить ущерб, нанесённый в ходе войны союзным нациям. По предложению советского правительства тогда в качестве базы для обсуждения в межсоюзной комиссии по репарациям была принята общая сумма репараций в размере 20 млрд долларов США, причём 50 % от этой суммы полагалось Советскому Союзу. На Потсдамской конференции американская делегация изменила свою позицию по вопросу репараций и выступила против определения их конкретной суммы для каждого государства. Американцы предложили принять принцип взимания репараций по зонам с тем, чтобы каждое из четырёх оккупировавших Германию государств удовлетворяло свои репарационные претензии лишь из своей зоны. Великобритания на Потсдамской конференции воздержалась от каких-либо предложений по вопросу о репарациях, но фактически поддержала США. Среди союзников наибольший экономический урон война нанесла экономике СССР, а основные мощные экономические районы Германии находились на западе. С одной стороны, США и Великобритания не хотели укреплять экономику СССР, а с другой — не желали ослаблять военно-промышленный потенциал западных зон оккупации Германии.
Советская делегация согласилась с предложением о том, что репарации взимаются каждым правительством прежде всего в своей зоне оккупации, но потребовала поставок в счёт репараций оборудования из Западной Германии. Советская сторона на Потсдамской конференции указала, что американцы и британцы, временно находясь на территории советской зоны оккупации до её занятия советскими войсками, вывезли оттуда много оборудования, и вручила представителям США и Великобритании списки этого оборудования. Кроме того, советская сторона потребовала передать акции промышленных и транспортных предприятий, находившихся в западных зонах, на сумму в 500 млн долларов США, а также 30 % заграничных инвестиций Германии и 30 % германского золота, поступившего в распоряжение союзников. После острых дебатов в результате компромисса на Потсдамской конференции было подписано специальное соглашение о репарациях, развивавшее положения, принятые по этому вопросу в рамках Ялтинской конференции. Согласно этому документу, репарационные претензии СССР к Германии удовлетворялись изъятиями из советской зоны оккупации и из соответствующих вложений Германии за границей — в Болгарии, Венгрии, Румынии, Финляндии и Восточной Австрии. Из западных зон оккупации СССР получал 15 % изымаемого в них промышленного капитального оборудования в обмен на эквивалентную стоимость в продовольствии, угле и другой продукции из советской зоны, а 10 % такого оборудования предоставлялись СССР бесплатно.

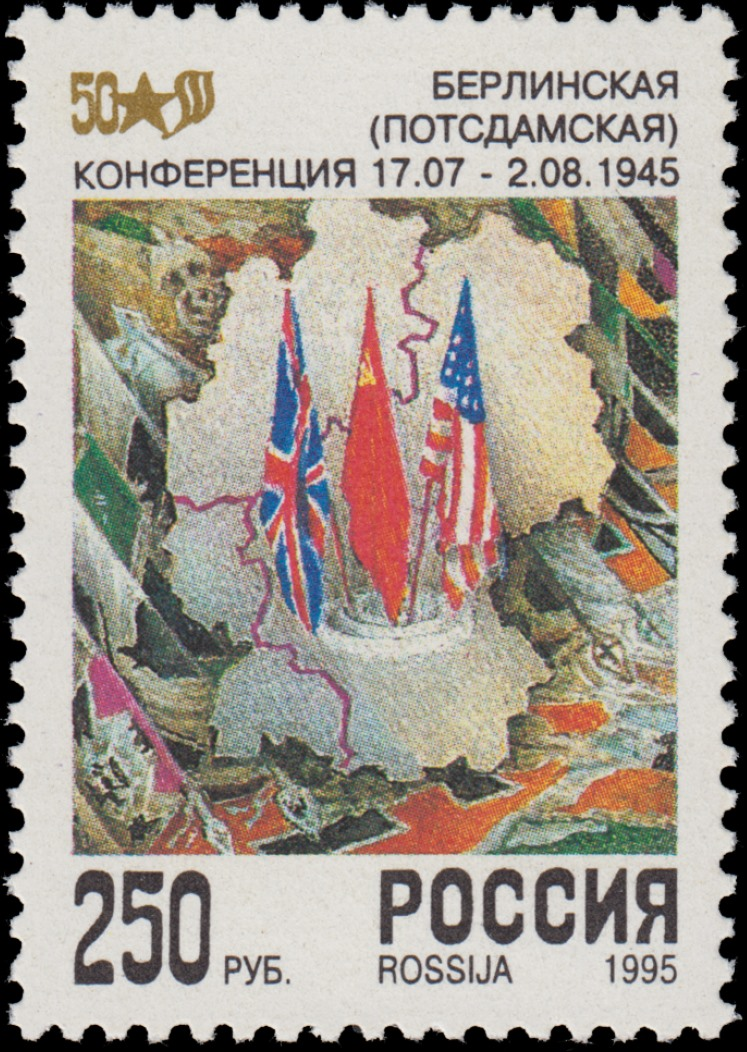
Почтовая марка России, 1995 год.

Раздел военно-морского и торгового флотов Германии
Советская делегация внесла на обсуждение конференции вопрос о разделе германского флота, оказавшегося в распоряжении Великобритании. Стороны согласились о разделе в равных долях, но отложили его реализацию в интересах войны против Японии. По предложению У. Черчилля подводные лодки Германии подлежали уничтожению, за исключением новейших образцов. Для разработки рекомендаций относительно распределения судов торгового флота Германии была создана тройственная военно-морская комиссия.
Передача СССР района Кёнигсберга
Принципиальное согласие на передачу Советскому Союзу города Кёнигсберга и прилегающего к нему района для обеспечения безопасности СССР и европейской безопасности, выраженное Ф. Рузвельтом и У. Черчиллем на Тегеранской конференции, Г. Трумэн и У. Черчилль подтвердили ещё раз в Потсдаме.
Список главных военных преступников

Советская делегация выразила поддержку британскому проекту по вопросу о главных военных преступниках, предусматривавшему предать их скорому суду, но потребовала перечислить их имена: Г. Геринг, Р. Гесс, И. Риббентроп, А. Розенберг, В. Кейтель и другие. По мнению Сталина, молчание союзников по этому вопросу можно было расценить как намерение спасти главных преступников, отыгравшись на мелких. По предложению СССР Потсдамская конференция приняла решение опубликовать первый список военных преступников не позднее 1 сентября 1945 года. Международный военный трибунал был учреждён 8 августа 1945 года.

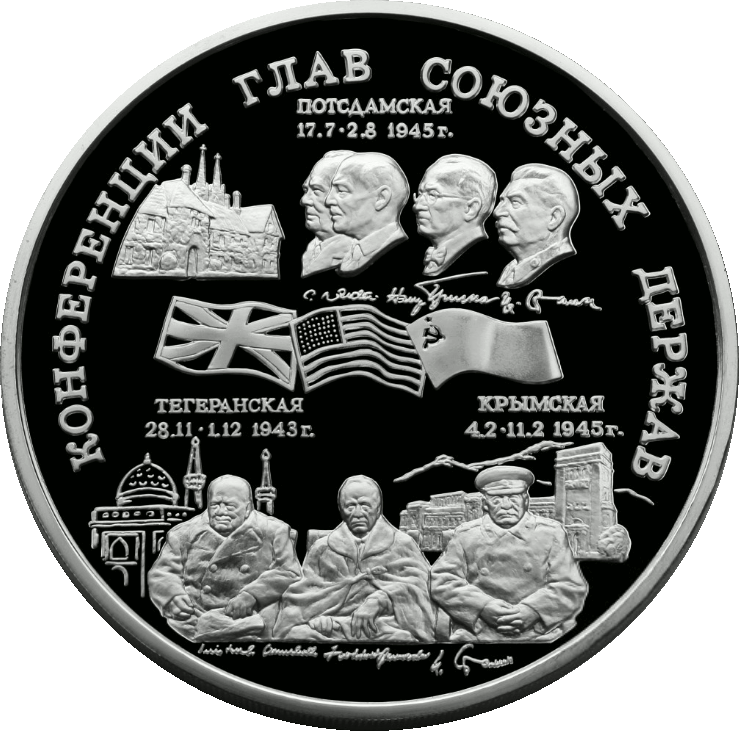
Монета Банка России, 1995

### Решения о Польше
Правительство Польши
Проект советской делегации по польскому вопросу был оглашён на втором заседании Потсдамской конференции. На основе решений Ялтинской конференции было образовано временное польское правительство национального единства, получившее дипломатическое признание со стороны США и Великобритании. В связи с этим советская сторона призвала союзников порвать всякие отношения с польским эмигрантским правительством Т. Арцишевского. Советский проект по Польше обязывал США и Великобританию оказать временному правительству Польши необходимое содействие в немедленной передаче всех фондов, ценностей и иного имущества, находившегося в распоряжении и под контролем польского правительства в изгнании, а также переподчинить польские военные силы, в том числе военно-морской и торговый флоты временному польскому правительству народного единства.
Американская и английская делегация настаивали на скорейшем проведении в Польше всеобщих выборов и предоставлении свободного доступа в Польшу представителям западных средств массовой информации. Западные делегации также стремились навязать временному правительству Польши финансовые обязательства эмигрантского правительства в отношении США и Великобритании. В ответ на последнее требование советский представитель заметил, что польский народ искупил своей кровью этот долг. После подробного обсуждения польского вопроса с учётом мнения приглашённых в Потсдам представителей временного правительства народного единства конференция приняла решение о роспуске польского правительства в изгнании и защите интересов временного польского правительства в отношении собственности польского государства на территории США и Великобритании. Долги польского правительства в изгнании перед США и Великобританией в решениях Потсдамской конференции по Польше более не упоминались.
Западная граница Польши
По смыслу соглашений по польскому вопросу, принятых на Ялтинской конференции, Польша должна была получить значительное приращение территории на севере и на западе, а по вопросу этих приращений будет запрошено мнение нового польского правительства. Временное правительство народного единства изложило своё мнение по вопросу польских границ в письме, направленном в адрес трёх держав-победительниц. Поддерживая польское правительство, советская делегация внесла на рассмотрение проект соглашения об установлении западной границы Польши по линии, идущей от Балтийского моря через Свинемюнде до Одера, включая Штеттин в состав Польши, далее вверх по течению Одера до устья Нейсе и затем по реке Западная Нейсе до чехословацкой границы. Поначалу США и Великобритания пытались уклониться от решения вопроса о западной границе Польши на Потсдамской конференции и отложить его до мирной конференции, приняв в Потсдаме решение лишь о некой временной линии. Г. Трумэн пытался увязать вопрос о западной границе Польши с репарациями и со снабжением всего германского населения продовольствием и углём из восточной части Германии по состоянию на 1937 год. У. Черчилль отвергал предложение советской делегации по западной границе Польши, выдвигая свою «теорию компенсации»: по его мнению, в Потсдаме Польша требовала для себя гораздо больше, чем отдавала на востоке. Под влиянием аргументов советской делегации и с учётом фактической ситуации после беседы с польской делегацией Г. Трумэн и У. Черчилль согласились принять окончательное решение о западной границе Польши на Потсдамской конференции, тем не менее, обусловив своё согласие на этом согласием СССР на предложение о репарациях с Германии и о допуске в ООН стран, воевавших на стороне Германии. Это решение Потсдамской конференции было реализовано в Згожелецком (Гёрлицком) договоре об обозначении установленной и существующей границы между ГДР и Польшей от 6 июля 1950 года. Варшавский договор 1970 года между ПНР и ФРГ 1970 года подтвердил нерушимость западной границы Польши.

### Заключение мирных договоров и допуск в ООН
На Потсдамской конференции союзники обсудили политику в отношении европейских стран, воевавших на стороне Германии, но затем порвавших с ней и внёсших свой вклад в дело разгрома фашизма. Делегация США при поддержке британских представителей предприняла дипломатическую атаку на народно-демократический строй в странах Центральной и Юго-Восточной Европы, интересы которых защищал СССР.
Американская делегация представила меморандум о выполнении в Болгарии, Венгрии, Румынии и Финляндии положений Ялтинской декларации об освобождённой Европе, требовавший немедленной реорганизации правительств Болгарии и Румынии по причине отсутствия в их составах представителей «всех значительных демократических групп». Дипломатическое признание Болгарии и Румынии, по мнению американцев, могло последовать только после образования в этих странах временных правительств, за которым должны были последовать свободные и беспристрастные выборы. Одновременно американцы представили на утверждение конференции документ противоположного содержания в отношении Италии, находившейся под контролем США и Великобритании, в котором предлагалось прекратить действие условий капитуляции Италии, предоставить ей промежуточный статус между условиями капитуляции и будущим мирным договором, признать вклад Италии в дело поражения Германии и поддержать её вступление в ООН. Советская делегация указала на политику двойных стандартов в отношении освобождённых стран со стороны западных союзников. И. В. Сталин согласился со вступлением Италии в ООН, но одновременно установить дипломатические отношения с другими упомянутыми в дискуссии странами. В принятом по этому вопросу соглашении Совету министров иностранных дел была поручена подготовка мирных договоров с освобождёнными странами, после заключения которых им будет оказана поддержка во вступлении в ООН. По предложению британской делегации было принято решение поддержать просьбы о принятии в ООН государств, сохранявших нейтралитет во время войны. По предложению советской делегации стороны конференции не поддержали просьбу о приёме в ООН франкистской Испании, государства, созданного при поддержке держав «оси».

### Решения по другим вопросам, касающимся освобождённых народов
Австрия
В Австрии СССР предлагал восстановить независимое государство, распространив компетенции образованного в конце апреля 1945 года временного правительства Карла Реннера на всю её территорию. Западные делегации отказались принять такое решение, связав признание правительства Реннера с необходимостью ознакомиться с положением в стране после ввода в неё своих войск. По соглашению союзников от 9 августа 1945 года, подготовленному Европейской консультативной комиссией, в Австрии, занятой четырьмя державами-победительницами, вводился в действие союзнический контрольный механизм и были образованы четыре зоны оккупации, а Вена была разделена на четыре сектора.
Сирия и Ливан
Советское правительство стремилось оказать поддержку Сирии и Ливану в скорейшем освобождении их территорий от оккупации британскими и французскими войсками, вступившими туда для изгнания войск Виши. По обращению правительства Сирии к СССР с просьбой вмешаться И. В. Сталин на Потсдамской конференции запросил соответствующую информацию о сроках вывода войск из этого района после выполнения военной задачи. У. Черчилль был вынужден заявить, что Великобритания не имеет «ни намерения, ни желания получить какие-либо преимущества в этих странах». Советская делегация не настаивала на дальнейшем обсуждении этого вопроса в Потсдаме, тем не менее, впоследствии по просьбе Сирии и Ливана вопрос о выводе с их территорий оккупационных войск Франции и Великобритании был поставлен на рассмотрение Совета Безопасности ООН, и иностранные войска были вынуждены прекратить оккупацию.
Опекаемые территории
Советская делегация предложила обсудить вопрос о некоторых территориях, которые согласно Уставу ООН подпадали под международную опеку, — об итальянских колониях и подмандатных территориях. Глава правительства СССР заявил о желании СССР, сыгравшего решающую роль в разгроме фашистских государств, участвовать в управлении этими территориями. США и Великобритания, использовавшие систему опеки для сохранения колониальной зависимости подопечных территорий, не приняли советское предложение и передали вопрос на рассмотрение СМИД.
Югославия, Триест и Истрия, Греция
Британская делегация внесла на рассмотрение конференции документ, указывавший югославскому правительству Тито на невыполнение им решений Ялтинской конференции по Югославии, так называемого «соглашения Тито—Шубашича». У. Черчилль обвинял правительство Югославии в недемократических методах управления страной. Глава советской делегации предложил пригласить и Тито, и Шубашича в Потсдам и заслушать на конференции югославских представителей, но западные делегации с этим предложением не согласились. Одновременно советская делегация внесла на рассмотрение документ, осуждавший невыполнение США и Великобританией соглашения с Югославией от 9 июня 1945 года об установлении временной военной администрации в Триесте и Истрии, где по заявлению югославского правительства продолжали действовать итало-фашистские законы и администрация. Кроме того, советская делегация внесла документ о необходимости устранения ненормального положения в Греции, созданного в результате вмешательства Великобритании. В результате этих дипломатических действий министр иностранных дел Великобритании Эрнест Бевин предложил отказаться от рассмотрения на Потсдамской конференции всех трёх спорных предложений.
Навигация по внутренним водным путям в Европе и беспрепятственный проход через черноморские проливы
Американская делегация предложила проект свободной и неограниченной навигации по всем международным внутренним водным путям, регулируемой международными органами, в которых будут представлены все заинтересованные государства. Это предложение касалось в первую очередь придунайских стран, где был установлен режим народной демократии. Советская делегация посчитала такое предложение очередной попыткой Запада вмешаться во внутренние дела освобождённых народов Европы и отказалась рассматривать это предложение, поскольку оно не было изначально включено в повестку конференции.
Американская делегация при поддержке британцев также выдвинула предложение о пересмотре положений конвенции Монтрё 1936 года с тем, чтобы черноморские проливы стали свободным водным путём, открытым для всего мира под гарантии великих держав. 22 июля 1945 года советская делегация внесла предложение, в котором также высказалась за пересмотр международной конвенции Монтрё о режиме проливов, как не соответствующей современным условиям, но установление режима проливов, по мнению СССР, должно находиться в компетенции двух наиболее заинтересованных государств — СССР и Турции. СССР также поднял вопрос о создании в черноморских проливах наряду с турецкими советских военных баз. У. Черчилль связал это предложение СССР с территориальными претензиями СССР к Турции на переговорах о заключении союзного договора и обвинил СССР в угрозе Турции. В отношении черноморских проливов на Потсдамской конференции было принято решение о необходимости пересмотра конвенции Монтрё и передаче этого вопроса на обсуждение в рамках двусторонних переговоров каждой из трёх держав с Турцией. В 1956 году Н. С. Хрущёв признал неуместность и ошибочность омрачивших советско-турецкие отношения заявлений СССР о военных базах и территориальных претензиях.

### Потсдамская декларация о Японии
На Потсдамской конференции обсуждались вопросы предстоящей войны с Японией. Главам правительств США и Великобритании было крайне важно получить личное подтверждение от И. В. Сталина, что СССР вступит в войну с Японией, и они его получили: начальник Генерального штаба Красной Армии генерал армии А. И. Антонов уведомил конференцию, что советские войска сосредотачиваются на Дальнем Востоке, но открытие военных действий против Японии в Северо-Восточном Китае для выхода к Ляодунскому полуострову зависит от начавшихся накануне советско-китайских переговоров. Глава советского правительства также сообщил на конференции, что СССР, верный союзническим обязательствам, ответит отказом на новые предложения Японии о посредничестве. Г. Трумэн и У. Черчилль всячески пытались склонить Японию к капитуляции, чтобы устранить СССР от решения послевоенных вопросов, связанных с Японией, и 26 июля 1945 года опубликовали Потсдамскую декларацию США, Великобритании и Китая, призывавшую правительство Японии незамедлительно провозгласить безоговорочную капитуляцию на предъявленных условиях. Стремясь приблизить желанный мир на Дальнем Востоке, советское правительство присоединилось к декларации 8 августа.

## Итоги и значение Потсдамской конференции
По результатам Потсдамской конференции 1 августа 1945 года главы правительств СССР, США и Великобритании подписали Протокол и Сообщение о Берлинской конференции трёх держав. В начале августа документы Потсдамской конференции были направлены Франции с предложением присоединиться. Франция выразила принципиальное согласие. Решения Потсдамской конференции после их опубликования были поддержаны и другими государствами мира.
В Потсдаме были признаны демократические принципы утверждения мира и безопасности в Европе: Главное условие безопасности на европейском континенте — недопущение возрождения германского милитаризма, а отношения между государствами должны строиться на принципах суверенитета и национальной независимости, равноправия и невмешательства во внутренние дела.
Потсдамская конференция стала убедительным примером сотрудничества между великими державами, которое помогло победе над фашизмом и должно было стать гарантией послевоенного мира и безопасности. Потсдамская конференция продемонстрировала, что вопреки идеологическим различиям спорные вопросы можно и нужно решать путём переговоров.
Потсдамская конференция признала новое соотношение сил в Европе и во всём мире и возрастающую роль социализма в решении международных проблем и одновременно обозначила противоречия между союзниками по Второй мировой войне, которые вылились вскоре в холодную войну.